# Psilotrichum suffruticosum
Psilotrichum suffruticosum är en amarantväxtart som beskrevs av C. C. Towns. Psilotrichum suffruticosum ingår i släktet Psilotrichum och familjen amarantväxter. Inga underarter finns listade i Catalogue of Life.